# Carrément BD
Carrément BD est une collection de bande dessinée de l'éditeur Glénat. Les albums sont dans un format non standard, carré. Elle aborde divers thèmes : fantastique, science-fiction, histoire...
Une exposition itinérante « Carrément BD » a montré des planches originales de plusieurs séries de 2003 à 2007.

## Albums de la collection
- Ada enigma, 3 tomes : scénario François Maingoval ; dessins Vincent Dutreuil
- Akarus, 2 tomes : scénario et dessins Frédéric Pontarolo
- Anatomie du désordre : scénario et dessins Emmanuel Moynot, 2003
- Dans la nuit du champ : scénario et dessins Éric Gorski
- Le Dérisoire : scénario Éric Omond ; dessins Olivier Supiot, 2002
- Dracula, 2 tomes : scénario et dessins Hippolyte
- L'Epouvantail Pointeur : scénario Éric Omond ; dessins Boris Beuzelin, 2002
- Fenêtre sur dunes : scénario et dessins Éric Gorski
- Féroce : scénario Éric Omond ; dessins Olivier Supiot, 2005
- Immondys, 3 tomes : scénario et dessins Daniel Hulet (2000 à 2002)
- Koryu d'Edo : scénario et dessins Dimitri Piot
- Margot la folle : scénario et dessins Muriel Blondeau
- Mary : scénario et dessins Etienne Schréder
- Monsieur Khol : scénario et dessins Emmanuel Moynot, coscénario de Dieter, 2002
- Mystère Ovale : scénario et dessins Laurent Siefer
- La Nuit du papillon : scénario et dessins Jean-Luc Cornette
- Oscar & Monsieur O : scénario et dessins Emmanuel Moynot, 2002
- Planète Divine, 2 tomes : scénario et dessins Vincent Pompetti
- Sapiens : scénario et dessins Frédéric Pontarolo
- Secteur 7 : scénario Stephan Polonsky ; dessins Séra
- Smarra : scénario et dessins Patrick Mallet
- Témoins muets : scénario et dessins Éric Gorski
- Trois Vierges, 2 tomes : scénario Bernard Sylaire ; dessins Jeanlouis Boccar
- Vathek : scénario et dessins Patrick Mallet
- Le Vol d'Icare : scénario et dessins Etienne Schréder